# 6546 Kaye
6546 Kaye este un asteroid din centura principală de asteroizi.

## Descriere
6546 Kaye este un asteroid din centura principală de asteroizi. A fost descoperit pe 24 februarie 1987 la Observatorul Kleť de Antonín Mrkos. Asteroidul prezintă o orbită caracterizată de o semiaxă mare de 3,22 ua, o excentricitate de 0,11 și o înclinație de 14,4° în raport cu ecliptica.